# Сарьян, Мартирос Сергеевич
Мартиро́с Серге́евич Сарья́н (арм. Մարտիրոս Սերգեի Սարյան; 16 [28] февраля 1880, Нахичевань-на-Дону, Екатеринославская губерния, Российская империя — 5 мая 1972[…], Ереван) — армянский и позднее советский художник-живописец, график, иллюстратор и сценограф

, один из основоположников национальной школы армянской живописи. Академик АХ СССР (1947). Герой Социалистического Труда (1965). Народный художник СССР (1960). Лауреат Ленинской премии (1961) и Сталинской премии второй степени (1941).

## Биография

### Предки Сарьяна и переезд в Нахичевань-на-Дону
Предки Сарьяна были выходцами из Ани, которые переселились в Крым, а затем в приазовские степи России. До 1896 года они носили фамилию Сариевы. Родители будущего художника владели небольшим участком земли на берегу речки Самбек. В семье было девять детей.

### Детские и юношеские годы
Мартирос Сарьян родился в 1880 году в патриархальной армянской семье в Нахичевани-на-Дону (ныне часть Ростова-на-Дону) Ростовского уезда Екатеринославской губернии. В 1887 году его отправили учиться вместе с братом в общеобразовательное армяно-русское городское училище Новой Нахичевани. В 1891 году от холеры умер отец Мартироса и заботу о семье взял на себя старший брат Ованнес. После окончания городского училища в 1895 году Мартироса устроили в почтовую рассыльную контору. В свободное от работы время Сарьян перерисовывал картинки из журналов и делал наброски посетителей конторы. Семья поддерживала увлечение и приняла решение отправить его на обучение в Москву. Ованнес познакомил брата со своим приятелем, художником Амаяком Арцатбаняном, который подготовил Мартироса к вступительным экзаменам.

### Учеба в Москве
В 1897 году Мартирос прошел конкурс и до 1903 года учился в Московском училище живописи, ваяния и зодчества (ныне Московский художественный институт имени В. И. Сурикова). В училище Сарьян дружил с Владимиром Половинкиным, Кузьмой Петровым-Водкиным, Николаем Сапуновым, Павлом Кузнецовым и Петром Уткиным. Начиная с 1900 года он активно участвовал в зимних внеклассных выставках студенческих работ. В 1901—1904 годах предпринял поездку на историческую родину, посетив Лори, Ширак, Эчмиадзин, Ахпат, Санаин, Ереван и Севан. Именно в этих поездках были написаны его первые пейзажи. Закончив училище с двумя серебряными медалями, он поступил в мастерские В. А. Серова и К. А. Коровина.

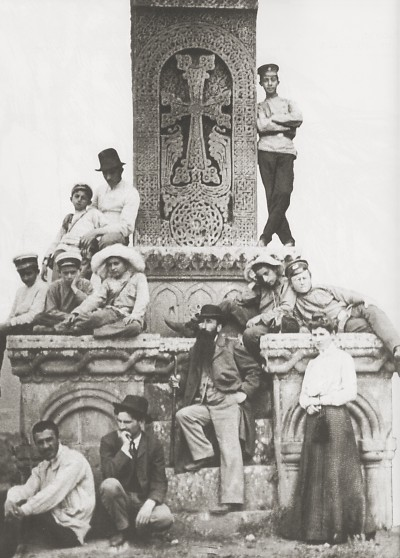
Художник Мартирос Сарьян (второй снизу слева) рядом с хачкаром в армянском монастыре Санаин в 1902 году

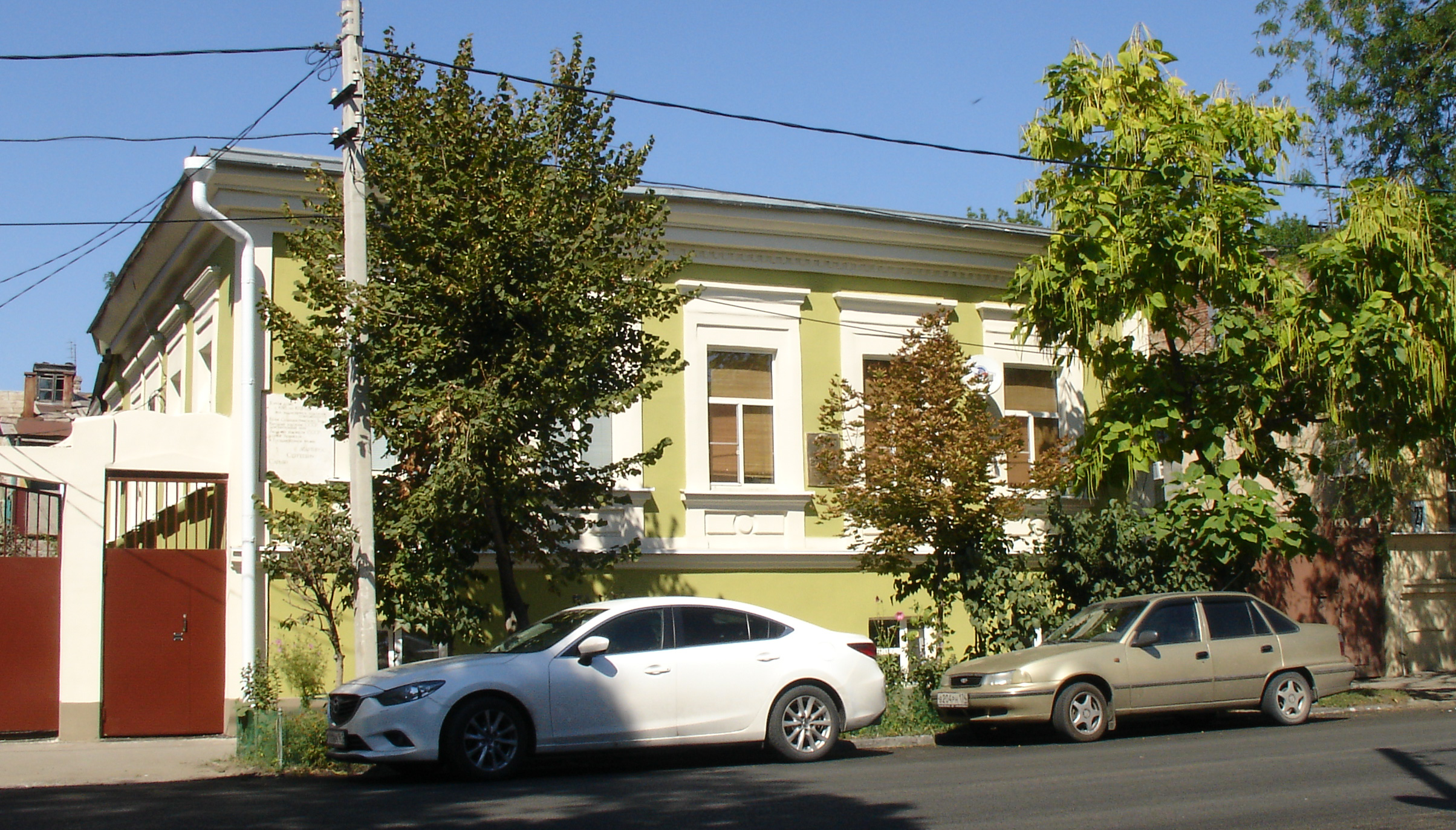
Ростов-на-Дону. Дом, где в 1919—1921 годах жил М. С. Сарьян.

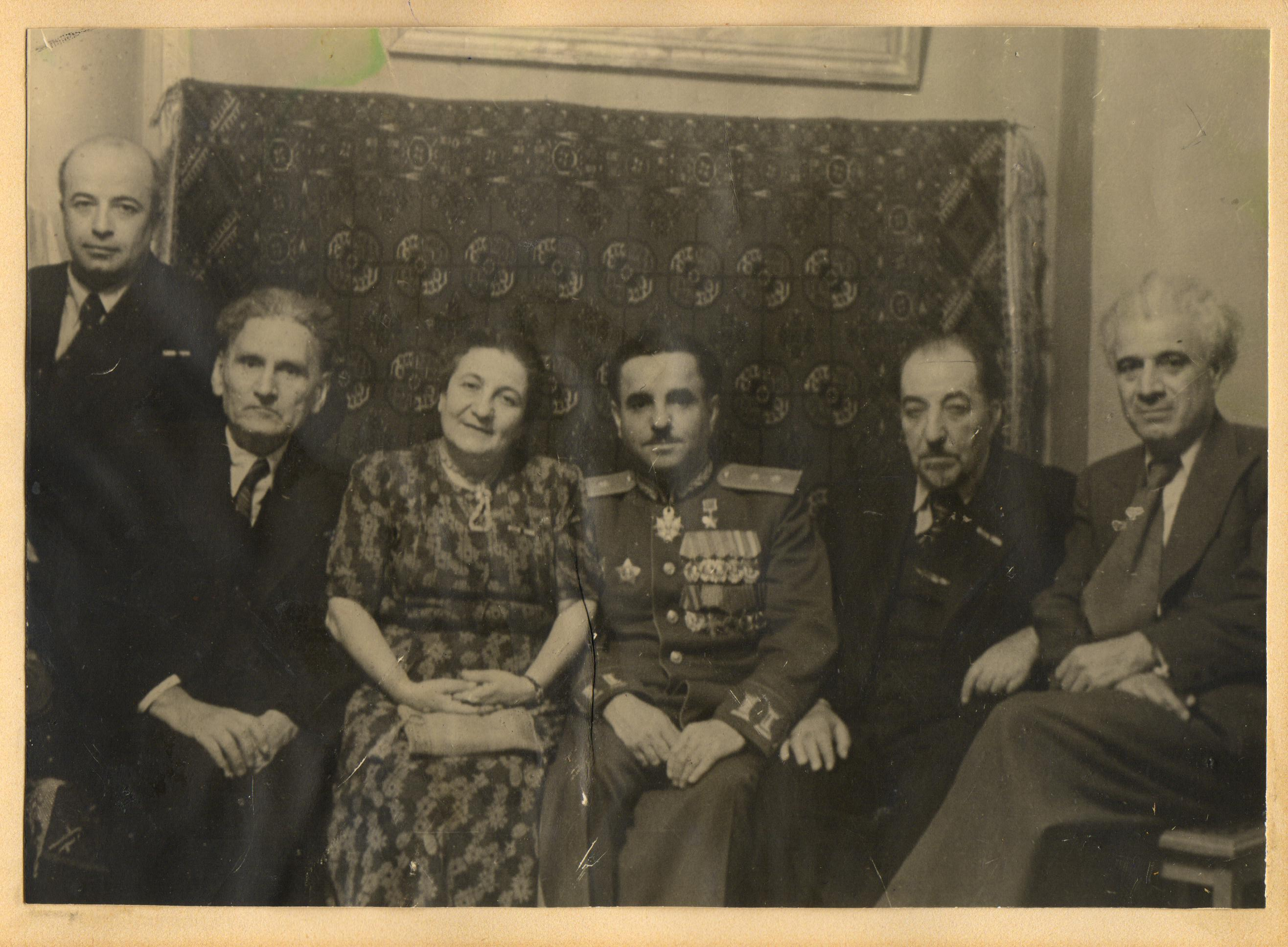
А. Сарксян, М. Сарьян, А. Даниэлян, С. Мартиросян, А. Исаакян, В. Вагаршян

### Выставки и путешествия

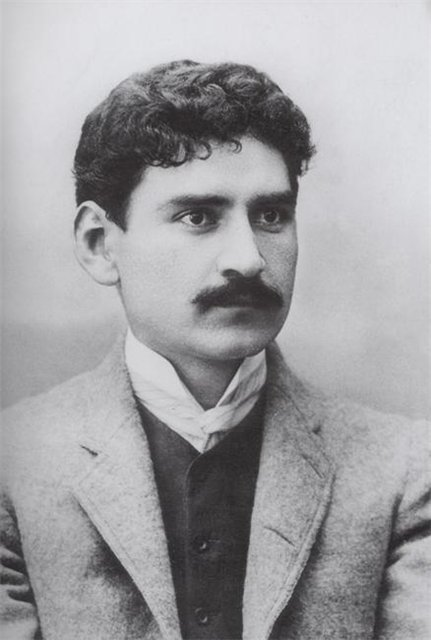
Мартирос Сарьян, 1920-е годы

В период с 1903 по 1907 год, в начале своего художественного творчества, Сарьян активно занимался акварелью, создавая цикл работ под названием «Сказки и сны». Эти произведения были представлены на выставке «Алая роза» в Саратове в 1904 году, а через три года в Москве.
В 1900-х годах участвовал в выставках художественных объединений «Голубая роза», «Золотое руно», «Союз русских художников», «Мир искусства», «Четыре искусства». Сильное влияние на стиль художника оказала живопись Поля Гогена и Анри Матисса.
С 1910 по 1913 год совершил ряд поездок в Турцию, Египет и Иран. Во время своих поездок Сарьян проявлял интерес к памятникам древнего искусства и культуре Древнего Египта. Привлекшие его внимание египетские маски нашли отражение и в его картинах, таких как «Портрет Егише Чаренца», «Моя семья», «Египетские маски». После поездки в Турцию Сарьян создал картину «Константинопольские собаки», которая была показана на второй выставке постимпрессионистов в 1912 году в лондонской галерее Графтон. В 1915 году приехал в Эчмиадзин, чтобы помогать беженцам из Турецкой Армении. В 1916 году приехал в Тифлис и женился на Лусик Агаян, дочери армянского писателя Г. Агаяна. Тогда же участвовал в организации Общества армянских художников и «Союза армянских художников». В том же году оформил изданную В. Брюсовым «Антологию армянской поэзии».
После Октябрьской революции 1917 года приехал с семьёй в РСФСР. В 1918—1919 годах жил в Нахичевани-на-Дону. Стал инициатором создания и первым директором Армянского краеведческого музея в Ростове-на-Дону. Сотрудничал с театром «Театральная мастерская». В 1921 году принял участие в оформлении спектакля «Принцесса Турандот» в Ростовском музыкальном театре.
В 1928—1929 годах участвовал в выставках в Ереване и в Москве. В 1930 году в Одесском оперном театре прошла премьера оперы «Алмаст» А. Спендиарова с оформлением Сарьяна. В 1932 году в театре им. Станиславского в Москве была поставлена опера «Золотой петушок» Н. Римского-Корсакова, второй акт которой был оформлен Сарьяном.
В 1934 году Сарьян посетил Туркмению, где создал серию картин, в которых проявляется его любовь к Востоку. Он иллюстрировал поэму персидского поэта Фирдоуси «Рустам и Сухраб» под редакцией известного армянского поэта Е. Чаренца.
В 1951 году лечил сердце в санатории «Узкое» в Подмосковье. В этот период Сарьян развивался в портретном жанре. Среди созданных им портретов были изображения астрофизика В. Амбарцумяна, поэтесс А. Ахматовой и С. Капутикян, писателя И. Эренбурга и композитора Д. Шостаковича.
В 1965 году художник отметил свой 85-й юбилей, проведя персональные выставки в Москве и Ереване. За свои достижения он получил звание Героя Социалистического Труда. На киностудии «Арменфильм» сняли фильм «Мартирос Сарьян», режиссёром которого был Л. Вагаршян, сценарий написан И. Эренбургом, а музыку написал Л. Сарьян.
В ноябре 1967 года был открыт Дом-музей Мартироса Сарьяна в Ереване. В музее представлены его работы, включая живопись, графику и скульптуру. Также были организованы персональные выставки в Румынии, Чехословакии, Венгрии, ГДР.

### Переезд в Армению
В 1921 году по приглашению председателя Совета народных комиссаров Армении А. Мясникяна переехал в Армению. С тех пор посвятил жизнь изображению её природы. В Ереване он организовал Государственный музей археологии, этнографии и изобразительного искусства, а также принял участие в создании Ереванского художественного училища и Товарищества работников изобразительного искусства. В числе работ в эти годы — создание герба Советской Армении и оформление занавеса первого армянского государственного театра.
В 1926—1928 годах жил и работал в Париже, в недорогой квартире на берегу Сены. За полтора года было создано почти 40 картин, из которых только четыре были написаны с натуры — пейзажи парижских улиц и набережных, в то время как остальные произведения относятся к Армении и выполнены в характерном стиле Сарьяна. Большая часть его работ, выставленных в 1928 году в парижской галерее Жерар, сгорела во время пожара на корабле при возвращении на родину. Осталось всего несколько этюдов, которые у художника были с собой. Это происшествие Сарьян описал в своей книге «Из моей жизни».
В 1930-х годах главной темой художника остаётся природа Армении. Также писал многочисленные портреты («Р. Н. Симонов»; «А. Исаакян»; «Автопортрет с палитрой») и яркие натюрморты («Осенний натюрморт»). Работал также как книжный график («Армянские народные сказки», 1930, 1933, 1937) и как театральный художник (декорации и костюмы к опере «Алмаст» А. Спендиарова в Театре оперы и балета им. А. Спендиарова, 1938—1939, Ереван; «Храбрый Назар» А. Степаняна, «Давид бек» Тиграняна, «Филумена Мартурано» Э. Де Филиппо и др.).
В 1932 году в Ереване было завершено строительство дома с мастерской для Сарьяна. Решение о создании специальных условий для его жизни и работы было принято правительством Армении в 1924 году после успеха художника на Венецианской международной выставке.
В 1936 году Сарьян декорировал спектакль «Тигран» в Ростовском театре имени Максима Горького, основанный на пьесе нахичеванского драматурга Фёдора Готьяна. Николай Мордвинов сыграл роль Тиграна, а Сарьян написал портрет знаменитого актёра.
В начале 1937 года органами НКВД Армении было принято решение — изъять из музеев и сжечь 12 портретов «врагов народа» из числа видных государственных деятелей и представителей интеллигенции. Чекистам удалось предать огню 11 работ. 12-я пропала. С риском для жизни «Портрет поэта Егише Чаренца» спасли музейные работники, надёжно спрятав его.
В 1939 году художник создал крупное панно с пейзажем Армении для армянского павильона на сельскохозяйственной выставке в Москве.
В период Второй мировой войны Сарьян получил некоторую свободу в творчестве и создал серию портретов известных деятелей культуры, включая Г. Ачаряна, И. Орбели, С. Малхасяна, А. Хачатуряна, М. Лозинского и А. Эфроса. За пять лет он написал более 200 картин.
Путешествуя по Армении и много работая, Сарьян вновь стал заниматься жанром пейзажа. За цикл работ под названием «Моя Родина», выпущенный в 1961 году, он был удостоен Ленинской премии.

### Общественная и политическая жизнь
Во время Первой мировой войны активно участвовал в художественной общественной жизни, работал в Армянском этнографическом обществе в Тифлисе.
Оказывал помощь и поддержку поэтессе Мариэтте Шагинян, открывшей художественное училище в Ростове и организовавшей Товарищество профессиональных художников.
Сыграл важную роль в сохранении церкви Сурб Хач в Ростове-на-Дону, когда в советские годы встал вопрос о её сносе.
Член Союза художников СССР. Председатель Союза художников Армянской ССР (1947—1951). Действительный член АН Армянской ССР (1956).
Депутат Верховного Совета СССР 2—4-го созывов (1946—1958). Депутат Верховного Совета Армянской ССР с 1959 года.
В 1966 году был награжден Государственной премией Армянской ССР.

### Последние годы жизни
За свою жизнь Сарьян создал около четырёх тысяч произведений, включая пейзажи, портреты и натюрморты. В конце своей творческой деятельности Мартирос вернулся к стилю ранних работ из цикла «Сказки и сны», передавая в них свою любовь к родине.
Мартирос Сарьян скончался 5 мая 1972 года в Ереване. Похоронен в пантеоне парка им. Комитаса.
Природа создаёт человека, чтобы взглянув на себя его глазами, насладиться изумительной своей красотой.

### Семья
Жена — Лусик Лазаревна Агаян (1893—1974) — дочь армянского писателя Газароса Агаяна.
- Сын — Лазарь Мартиросович Сарьян (1920—1998), композитор, педагог. Народный артист СССР (1990).
- Сын — Саркис Мартиросович (1918—1963) — филолог, литературовед.
- Правнучка — писательница Мариам Петросян.

## Награды и звания
- Герой Социалистического Труда (1965)
- Народный художник Армянской ССР (1926)[12]
- Народный художник СССР (1960)
- Сталинская премия второй степени (1941) — за оформление оперного спектакля «Алмаст» А. А. Спендиарова в Ереванском оперном театре[13]
- Ленинская премия (1961) — за цикл картин «Моя Родина»: «Армения» (1923), «Колхоз села Кариндж в горах Туманяна» (1952), «Сбор хлопка в Араратской долине» (1949), «Лалвар» (1952), «Араратская долина из Двина», «Арарат из Двина» (1952), «Бюракан»
- Государственная премия Армянской ССР (1965)
- Четыре ордена Ленина (1945, 1950, 1965, 1970)
- Орден Трудового Красного Знамени (1936)
- Орден «Знак Почёта» (04.11.1939) — «за выдающиеся заслуги в деле развития армянского театрального и музыкального искусства»
- Медаль «За оборону Кавказа» (1944)
- Медаль «За доблестный труд в Великой Отечественной войне 1941-1945 гг.» (1945)
- Почётный гражданин Гюмри (1964)

## Труды
Работы художника находятся в собраниях:
- Дом-музей Мартироса Сарьяна, Ереван
- Таганрогский художественный музей, Таганрог[14]
- Красноярский государственный художественный музей им. В. И. Сурикова, Красноярск
- Национальная картинная галерея Армении, Ереван
- Третьяковская галерея, Москва
- Музей Востока, Москва
- Русский музей, Санкт-Петербург
- Национальный музей русского искусства, Киев

### Основные произведения
- «Улица. Полдень», 1911
- «Константинопольские собаки», 1911
- «Натюрморт. Виноград», 1911
- «Армянка с сазом» 1915
- В армянской деревне, 1901
- «Сказки и сны», цикл акварелей, 1903—1908
  - «Сказка», 1904
  - «Король с дочерью», 1904
  - «У подножия Арарата», 1904
  - «У родника», 1904
  - «Чары Солнца», 1905
  - «В ущелье Ахуряна», 1905
  - «Комета», 1907
  - «Вечер в горах», 1907
  - «В тени», 1908
  - «У колодца», 1908
- «Гиены», 1909
- «Автопортрет», темпера, 1909
- «Фруктовая лавочка», 1910
- «Финиковая пальма», темпера, 1911
- «Утро. Зелёные горы», 1912
- «Цветы Калаки», 1914
- «Портрет поэта Цатуряна», 1915
- «Гора Шамирам», 1922
- «Ереван», 1923
- «Горы Армении», 1923
- «Армения», 1923
- «Пёстрый пейзаж», 1924
- «Газели», 1926
- «К роднику», 1926
- «Портрет архитектора А. Таманяна», 1933
- Иллюстрации к сборникам «Армянские народные сказки», 1930, 1933, 1937
- «Горный пейзаж», 1942
- «Автопортрет с палитрой», 1942
- «Апрельский пейзаж», 1944
- «Бжни. Крепость», 1946
- «Колхоз села Кариндж в горах Туманяна», 1952
- «Груши», 1957
- «Земля», 1969
- «Портрет Р. Н. Симонова»
- «Портрет А. С. Исаакяна»
- «Цветы и фрукты»
- «Долина Арарата»

## Галерея

Некоторые работы
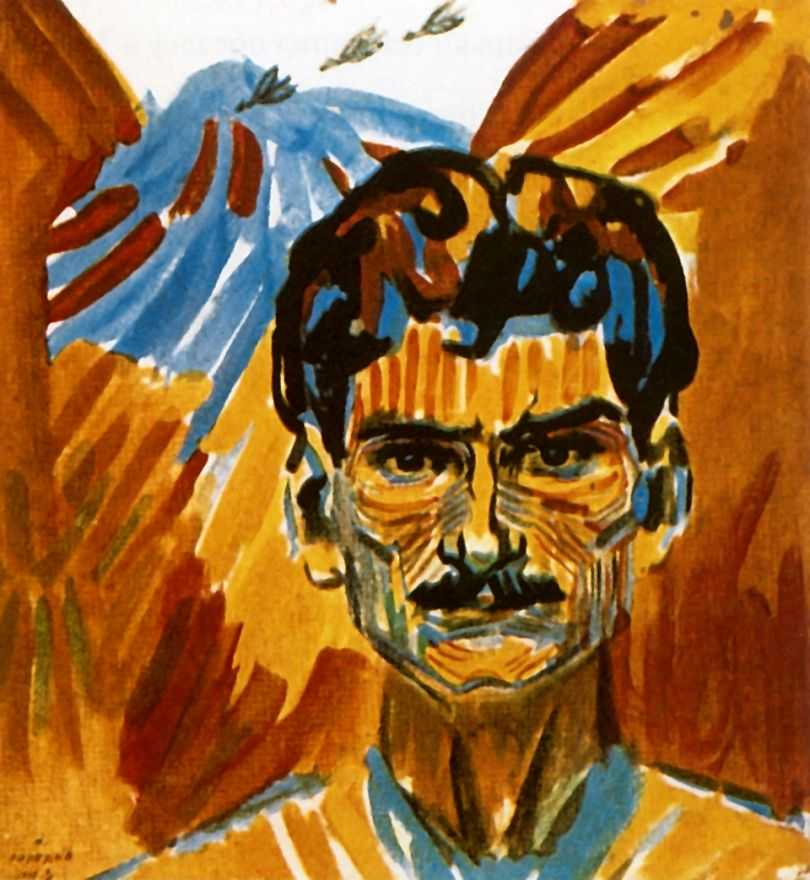
Автопортрет, 1907
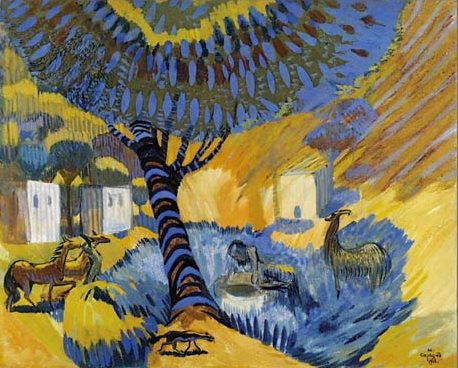
«У колодца, жаркий день», 1908
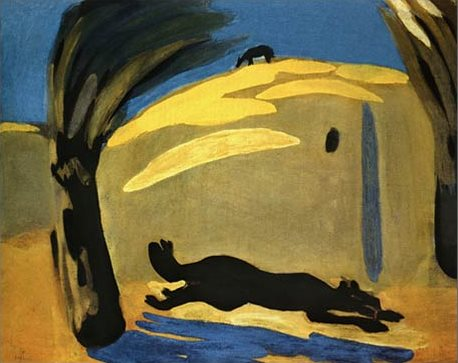
«Зной. Бегущая собака», 1909
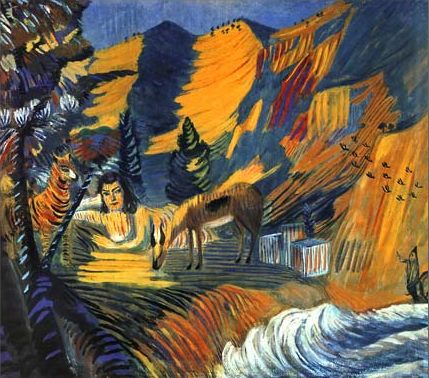
«Море. Сфинкс», 1908
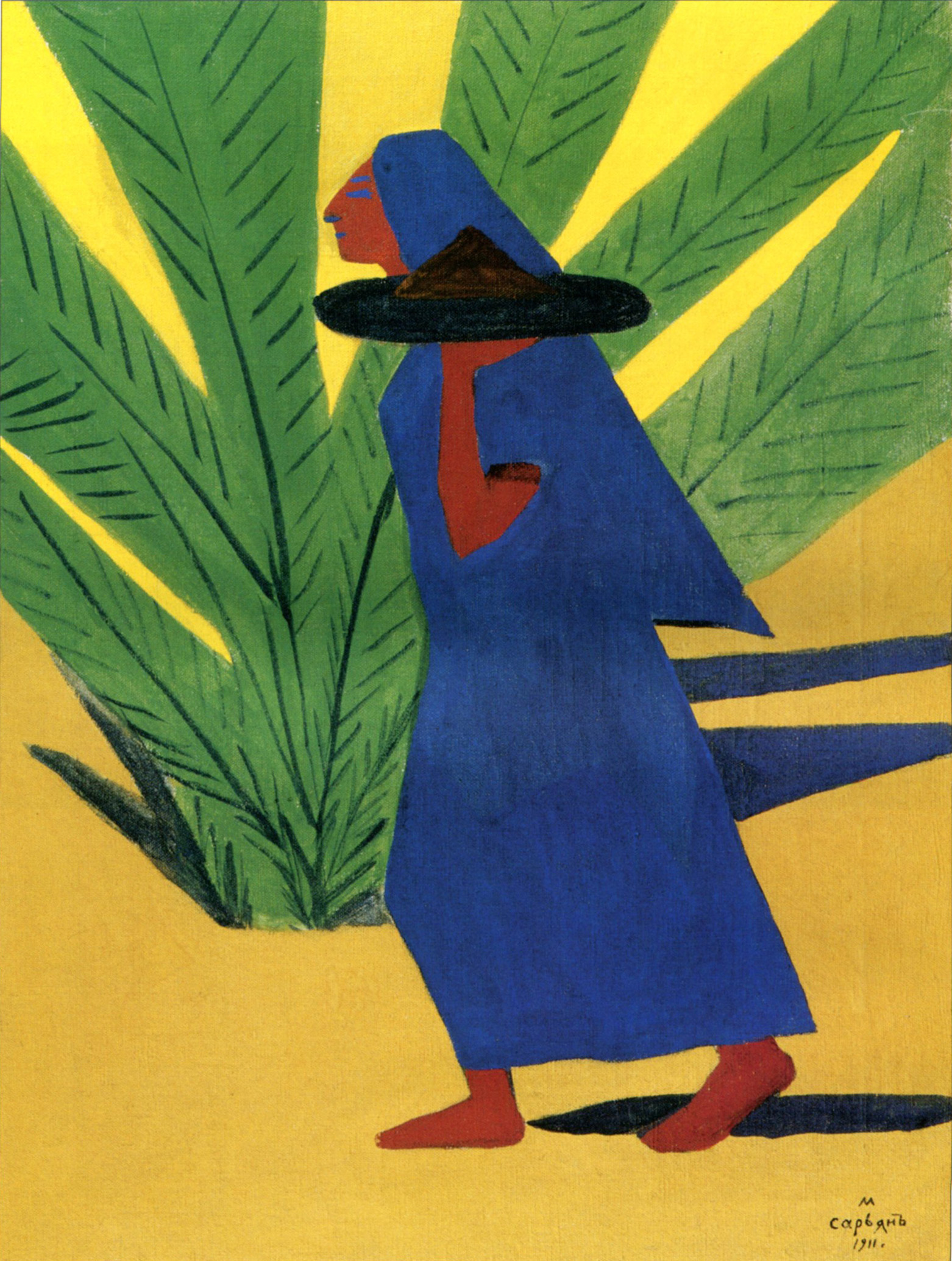
«Идущая женщина», 1911
Портрет Вардана Мамиконяна
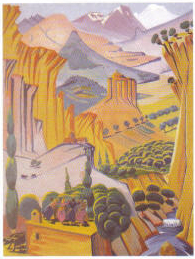
«Армения»

## Память
- В 1970 году, в издательстве «Детская литература» вышла книга Д. Голубкова «Доброе солнце»: Повесть о художнике Мартиросе Сарьяне[15].
- В Ереване художнику сооружён памятник. Также одна из центральных улиц города носит его имя. На одном из домов установлена информационная табличка.
- В 2000 и 2005 годах выпущены почтовые марки Армении, посвящённые художнику.
- Изображение художника помещено на банкноту номиналом в 20000 армянских драм.
- В Ростове-на-Дону, в Нахичевани одна из улиц названа его именем. На этой улице также находится памятник художнику.
- В селе Чалтырь (Мясниковский район) детская школа искусств, с 2009 года (в преддверии 130-летия мастера), носит имя М. Сарьяна.
- Художнику посвящено стихотворение С. Шервинского «В мастерской Сарьяна» (1985).
- В Москве, на доме № 2/5 по Карманицкому переулку установлена памятная доска художнику, который жил и творил в этом доме с 1937 по 1970 годы.

Марки, конверты, банкноты
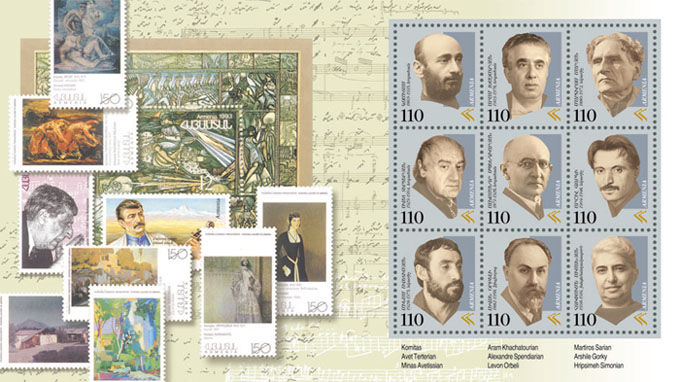
Блок почтовых марок Армении с портретами деятелей искусства: Комитас, Хачатурян, Сарьян, Тертерян, Спендиарян, Горки, Аветисян, Орбели, Симонян
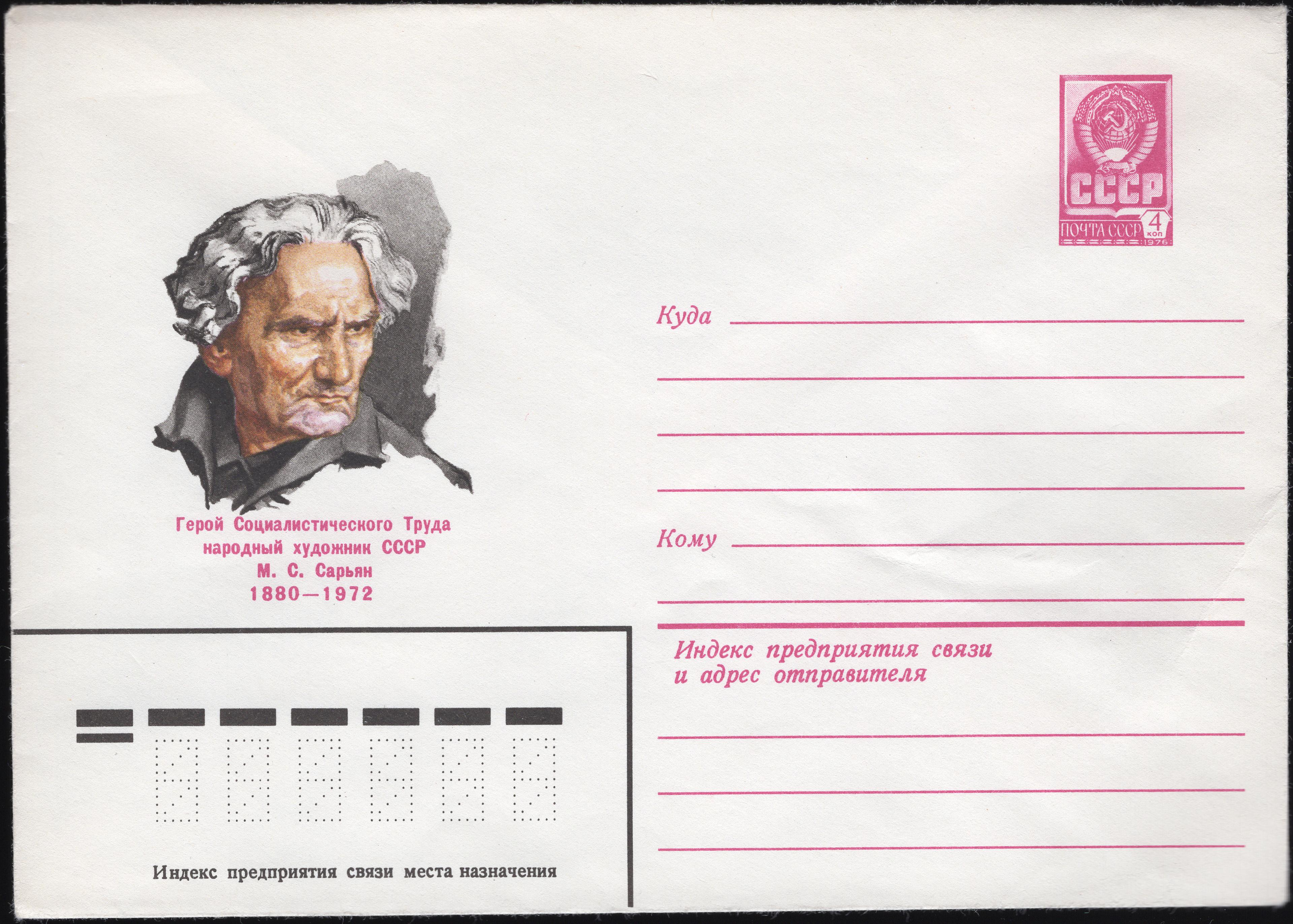
Почтовый конверт СССР, 1979 год
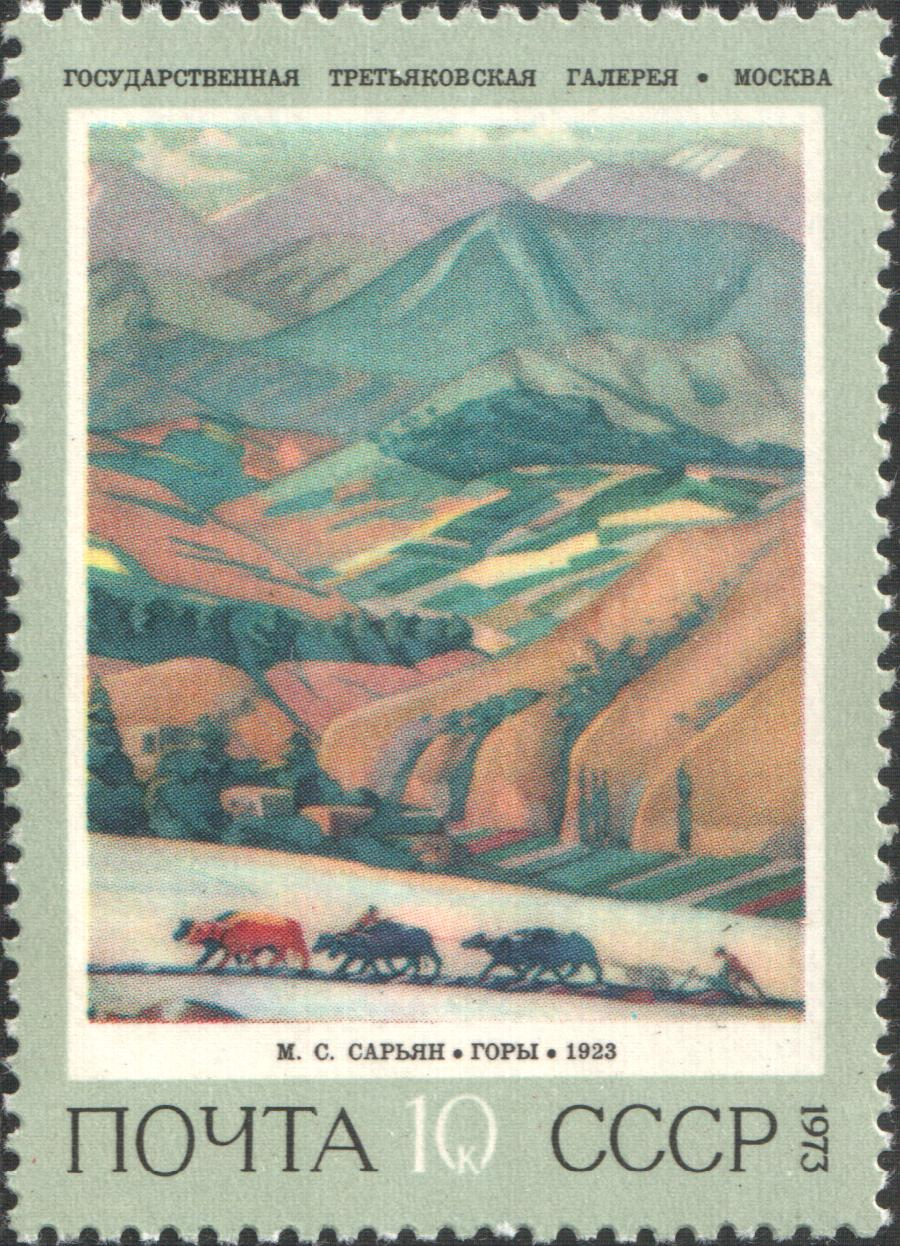
Почтовая марка СССР, 1973 год. Картина "Горы"
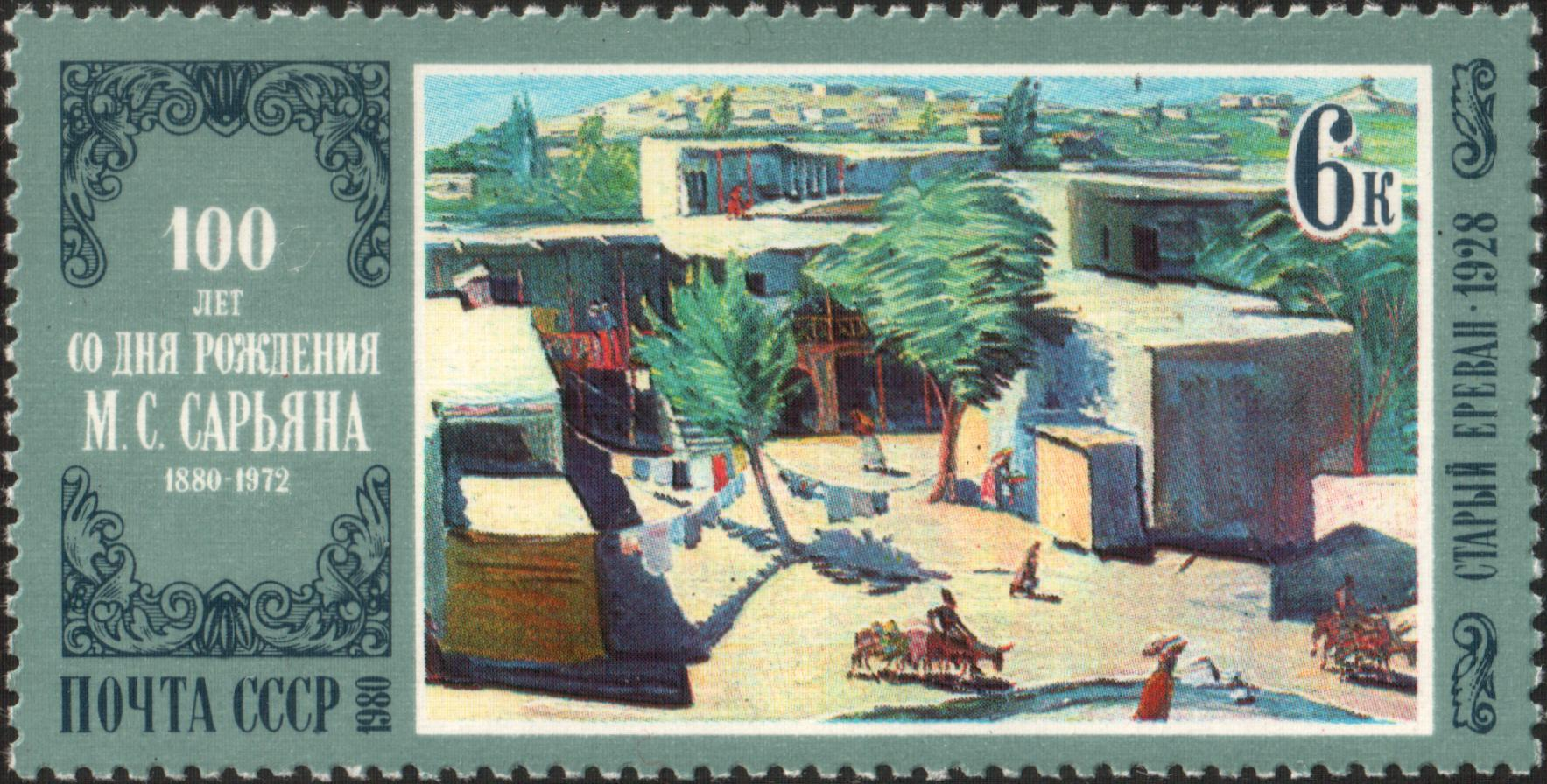
Почтовая марка СССР, 1979 год. Картина "Старый Ереван"
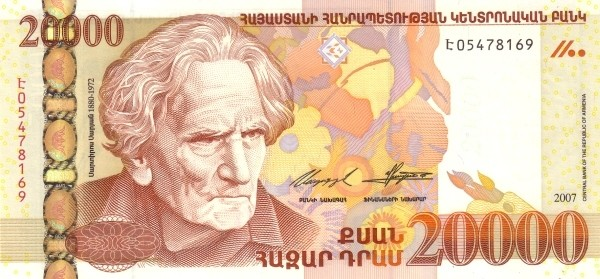
Банкнота Армении
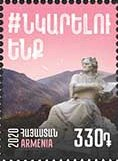
Памятник Мартиросу Сарьяну на почтовой марке Армении, 2020

Память в Ростове-на-Дону
Информационная табличка
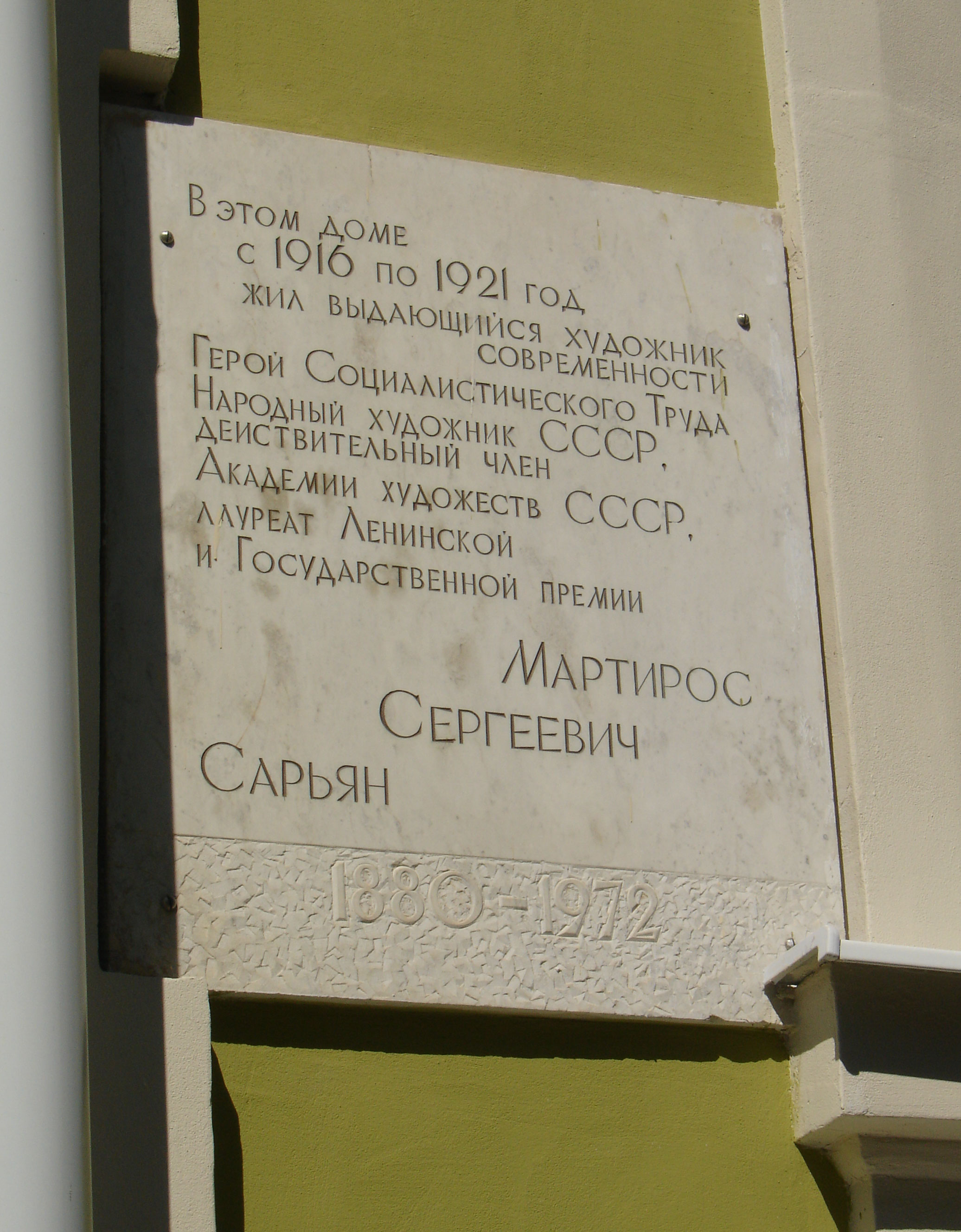
Памятная доска
Памятная доска
Звезда на Аллее звёзд

## В кино
- 1965 — На студии «Арменфильм» снят документальный фильм Лаэрта Вагаршяна «Мартирос Сарьян», в котором, по словам автора журнала «Искусство кино», художник и его картины стали не просто объектами съёмки, а действующими лицами[16].